# Le Val-David
Le Val-David là một xã thuộc tỉnh Eure trong vùng Normandie miền bắc nước Pháp.

## Huy hiệu
| Arms of Le Val-David | The arms of Le Val-David are blazoned: Argent, a fess gules between 3 martlets sable and an eagle azure. |